# Schlacht bei Carpi
Carpi – Chiari – Cremona – Castiglione (I) – Santa Vittoria – Luzzara – Cassano – Nizza – Calcinato – Turin – Pavia – Castiglione (II) – Toulon – Gaeta – Syrakus
Die Schlacht bei Carpi (Carpi an der Etsch, Provinz Verona) am 9. Juli 1701 war die erste größere Kampfhandlung zwischen französischen und Truppen des römisch-deutschen Kaisers im Spanischen Erbfolgekrieg (1701–1714). In ihr griff ein kaiserliches Heer von 11.300 Mann unter Prinz Eugen von Savoyen eine 1.500 bis 2.000 Mann starke französische Abteilung an der Etsch an, die dem Maréchal de Tessé unterstand. Die Schlacht endete mit einem strategisch wichtigen Sieg der Kaiserlichen, der ihnen einen operativen Durchbruch zum Mincio ermöglichte. Der Kampf erregte in Europa Aufsehen, da sich Frankreich und das Habsburgerreich offiziell noch nicht im Kriegszustand befanden. So läutete der kaiserliche Erfolg gleichzeitig den eigentlichen Beginn des Krieges ein.

## Vorgeschichte
Nachdem Karl II. von Spanien am 1. November 1700 verstorben war und in seinem letzten Testament Philipp von Anjou, den Enkel König Ludwigs XIV. von Frankreich, zu seinem alleinigen Erben erklärt hatte, zog dieser am 23. Februar 1701 als neuer spanischer König Philipp V. in Madrid ein. Sowohl die Habsburger als auch die Bourbonen trafen daraufhin Kriegsvorbereitungen, da sich abzeichnete, dass Kaiser Leopold I. aus dem österreichischen Hause Habsburg den bourbonischen Machtzuwachs nicht hinnehmen würde.
In strategischer Hinsicht beabsichtigte Frankreich, im Fall eines neuerlichen Krieges defensiv zu bleiben. Trotzdem galt es, hierfür möglichst günstige Ausgangspositionen zu gewinnen. In erster Linie betraf dies Norditalien. Dort konnten die Herzogtümer Mailand und Mantua, die zu Spanien gehörten, eine Brückenkopffunktion erfüllen. Von dort aus konnte man die habsburgisch-österreichischen Kernlande des Kaisers in der Flanke bedrohen, die Republik Venedig auf die französisch-spanische Seite ziehen und sowohl das Königreich Sizilien als auch das Königreich Neapel gegen einen habsburgischen Zugriff decken. Allerdings waren diese Länder, obwohl sie die Oberhoheit Philipps V. anerkannt hatten, eher dem Haus Habsburg zugeneigt. Um sie dennoch auf der französisch-spanischen Seite zu halten, beschloss man in Paris die Besetzung der Herzogtümer. Da sich auch Viktor Amadeus II. von Savoyen auf die Seite Frankreichs gestellt hatte, konnten französische Truppen ungehindert in die italienischen Fürstentümer einmarschieren. Viktor Amadeus erhielt dafür stattliche Subsidien, den Oberbefehl über die verbündeten Truppen in Norditalien und die Zusage einer Heirat seiner zweiten Tochter mit Philipp V. Von Januar bis April 1701 besetzte eine französisch-spanische Armee unter Maréchal Nicolas de Catinat die Festungen in Mailand und Mantua.
In der Wiener kaiserlichen Hofburg existierten bereits im November 1700 Pläne, um einer französischen Besetzung Norditaliens schon im Winter zuvorzukommen. Doch gelang es nicht, die Armee, die durch den gerade erst beendeten Türkenkrieg ausgezehrt war, schnell genug zu mobilisieren. Sie sammelte sich nur langsam um Rovereto und war erst im Mai 1701 einsatzfähig. Zu ihrem Oberbefehlshaber wurde Prinz Eugen von Savoyen ernannt, mit dem Auftrag, die italienischen Herzogtümer Mantua und Mailand zu besetzen und, wenn möglich, weiter auf Turin vorzustoßen. Der Feldzug des Prinzen Eugen begann ohne Kriegserklärung. Bis zum Herbst des Jahres befanden sich Frankreich und das Heilige Römische Reich formell nicht miteinander im Krieg. Erst am 7. September 1701 kam es zur Bildung der Haager Großen Allianz, in deren Folge der Krieg erklärt wurde.

## Die Operationen bis zur Schlacht

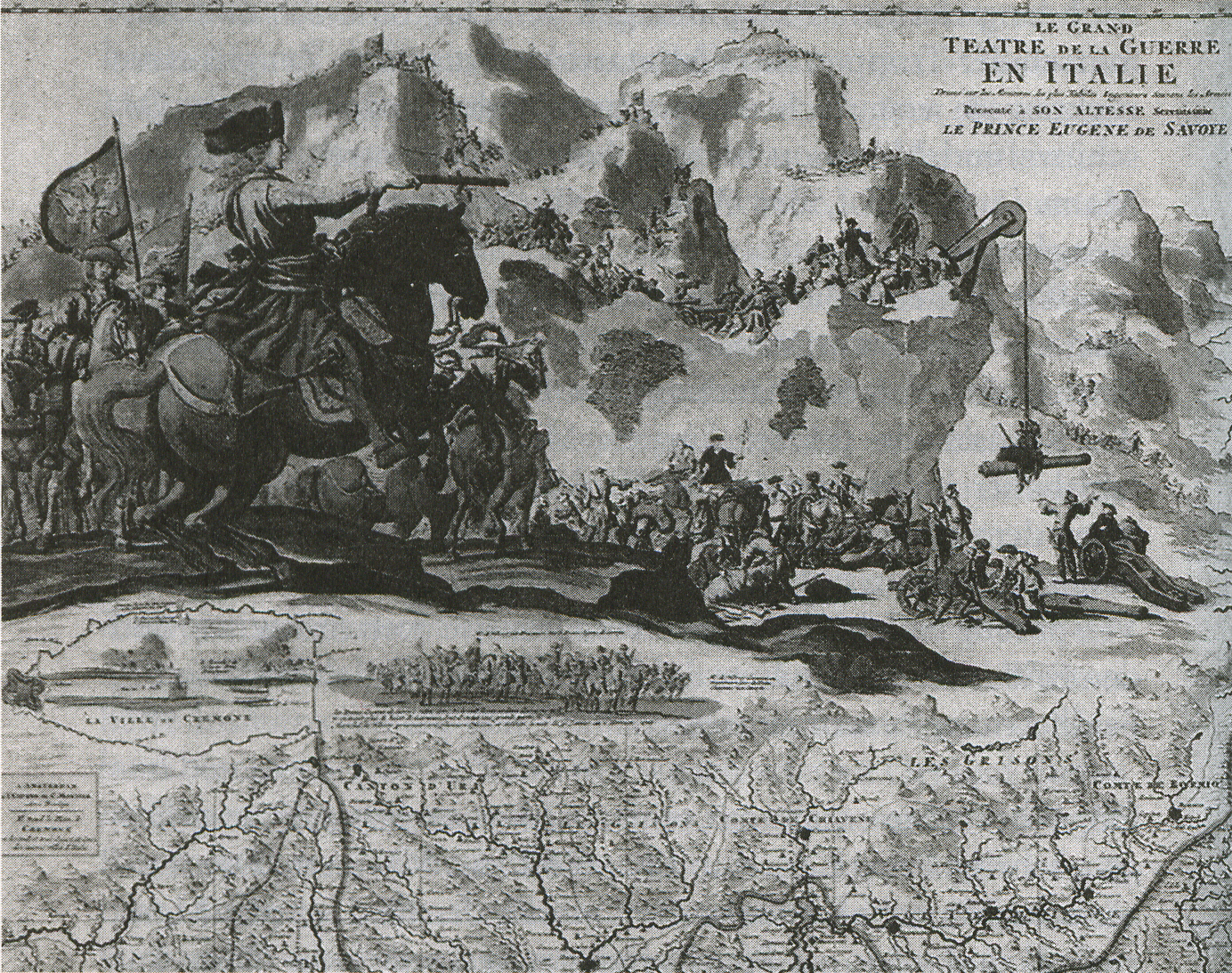
Alpenüberquerung der kaiserlichen Truppen unter Prinz Eugen von Savoyen im Frühjahr 1701; Zeitgenössische Darstellung

Das französisch-spanische Heer in Italien zählte 39.000 Mann (davon 9.000 Kavalleristen). Bis zum Mai 1701 hatte Catinat alle Gebirgspässe besetzt und konzentrierte seine Hauptmacht bei Rivoli zwischen der Etsch und dem Gardasee. Jenseits des Flusses lag die neutrale Republik Venedig, deren Territorium nicht betreten werden sollte. Gemäß der defensiven Gesamtstrategie Ludwigs XIV. wartete er nun die Reaktion seines Gegners ab. Für das kaiserliche Heer, das nur etwa 32.000 Mann umfasste, bot ein frontaler Angriff auf die Gebirgspässe oder im Etschtal kaum Aussicht auf Erfolg. Deshalb täuschte der Prinz von Savoyen mit nur wenigen Truppen ein Vorrücken gegen Catinats Stellung am Gardasee vor und führte die Masse des kaiserlichen Heeres vom 27. Mai bis zum 4. Juni in einer in ganz Europa bewunderten logistischen Leistung von Rivoli aus über die Alpen in die Republik Venedig, deren Neutralität er bewusst missachtete.
Während die Kaiserlichen in den folgenden Wochen ihren Nachschub organisierten und nach einer Möglichkeit suchten, die Etsch zu überqueren, verteilte Marschall Catinat seine Truppen gleichmäßig entlang des Flusses. Die Überquerung gelang den Kaiserlichen schließlich bei Castelbaldo. Hier besetzen sie die künstliche „Insel“ Villabuona, die durch den Canal Bianco, den Canal Malopera und den Tartaro gebildet wird. Anschließend ließ Prinz Eugen einige Truppen nach Süden marschieren, welche sogar den Po überschritten. Catinat, der bereits dabei war, seine Truppen nahe Villabuona zu konzentrieren, glaubte nun, dass sich die Kaiserlichen nach Süden wenden wollten. Er dirigierte seine Verbände deshalb auf Ostiglia, um dort ebenfalls über den Po zu gehen.
Gegenüber dem kaiserlichen Lager auf der Villabuona blieb bei Carpi lediglich ein kleines französisches Kontingent unter Feldmarschall Saint-Frémont zurück, um den Canal Bianco und die Etsch zu decken. Es bestand aus 300 Infanteristen (davon 150 Grenadiere) und 16 Eskadronen Kavallerie mit etwa 1.200 Mann. Einige Kilometer westlich von Carpi befand sich bei San Pietro di Legnago (nahe Legnago) ein stärkeres französisches Korps unter Maréchal de Tessé. Dieses umfasste acht Bataillone (4.000 Mann) und 20 Eskadronen (2.400 Mann). Weitere sieben piemontesische Bataillone lagen in Cerea. Am Tag der Schlacht wären die Franzosen demnach in der Lage gewesen, 15 Bataillone und 36 Eskadronen (zusammen etwa 7.800 Mann und 3.600 Reiter) bei Carpi zu konzentrieren. Prinz Eugen plante entgegen den Annahmen Catinats jedoch keinen Marsch nach Süden. Seine südwärtigen Truppenverschiebungen waren lediglich ein Ablenkungsmanöver gewesen, während der eigentliche Schlag gegen die französischen Truppen bei Carpi, also in westlicher Richtung erfolgen sollte. Zu diesem Zweck stellte der Prinz zwischen Castelbaldo und Castelgugliemo (am Tartaro) 21 Bataillone (ca. 10.500 Mann), 66 Eskadronen (ca. 6600 Reiter) und 58 Geschütze bereit.

## Verlauf der Schlacht
Südlich von Carpi lag das Sumpfgebiet der Valli Veronesi nur etwa 1200 Meter von der Etsch entfernt. Dieser Engpass bildete den einzigen Zugang zum Mincio, und das verlieh Carpi seine strategische Bedeutung. Der Ort selbst war durch Saint-Frémont befestigt worden. Etwas südlicher befand sich eine weitere verschanzte Stellung, der wiederum noch eine weitere bei dem Dorf Castagnaro vorgelagert war. Vom dortigen befestigten Friedhof zog sich eine Feldschanze bis zum Ufer des Canal Bianco.

### Der Vormarsch der kaiserlichen Truppen

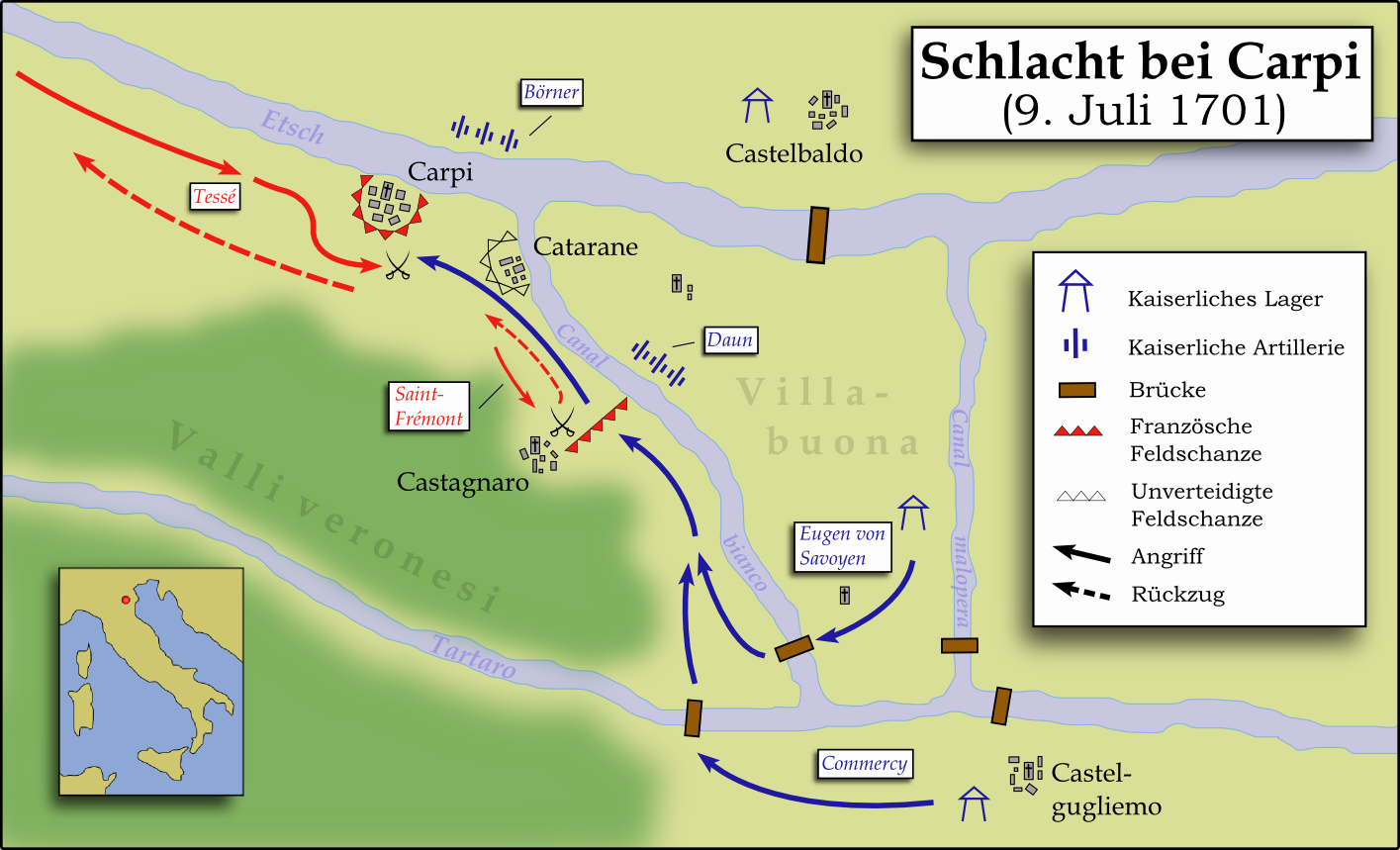
Karte zur Schlacht. Das Terrain der Schlacht galt als schwierig für die Soldaten und zeichnete sich durch Sümpfe, Kanäle, Reisfelder und Buschwerk aus

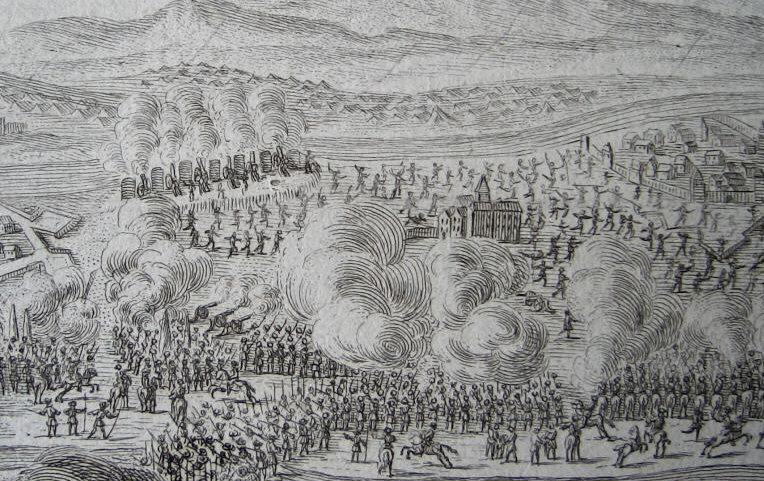
Kaiserliche Infanterie im Angriff gegen Carpi; Zeitgenössischer Stich

Am Abend des 8. Juli wurden die kaiserlichen Truppen in Marschbereitschaft versetzt, wobei nur die höchsten Offiziere über das Marschziel informiert wurden. In der Nacht führte Prinz Eugen eine Kolonne (8 Btl. und 18 Esk. = 4000 Mann und 1800 Reiter) über den Canal Bianco, während der Fürst von Commercy mit einer zweiten Abteilung (8 Btl. 15 Esk. = 4000 Mann und 1500 Reiter) eine andere Route über den Tartaro einschlug. Nachdem der Brückenschlag unbemerkt geblieben war, setzten die Truppen gegen 3:00 Uhr über die Wasserhindernisse. Beide Kolonnen wandten sich dann nach Norden auf Carpi. Die linke Kolonne des Fürsten Commercy kam dabei in dem schwierigen Gelände nicht voran und musste schließlich hinter der rechten Kolonne des Prinzen von Savoyen auf dem Kanaldamm marschieren. Um den Angriff zu unterstützen, wies Prinz Eugen Oberst Wirich Philipp Graf Daun an, mit 20 Geschützen und zwei Regimentern Infanterie am Canal Bianco auf der Höhe der Feldschanze von Castagnaro Stellung zu beziehen. Eine weitere Stellung wurde von Feldzeugmeister Börner mit 12 Geschützen auf dem jenseitigen Ufer der Etsch gegenüber Carpi selbst bezogen.
Nach einem zweistündigen Marsch erreichte die kaiserliche Angriffskolonne bei Tagesbeginn die französische Stellung von Castagnaro, welche schnell eingenommen wurde. Saint-Frémont führte mit den drei Kompanien französischer Grenadiere und aus Carpi herbeigeeilten Dragonern jedoch einen Gegenangriff aus, der die Kaiserlichen wieder aus der Schanze warf. Der zweite kaiserliche Angriff, unterstützt durch das Artilleriefeuer von jenseits des Kanals, zwang Saint-Frémont schließlich zur Räumung von Castagnaro und zum Rückzug auf Carpi. Dabei gewannen die Franzosen dadurch etwas Zeit, dass einige Grenadier-Trupps weiterhin die Kirche und den Kirchturm des Ortes verteidigten. Erst durch die Drohung der Kaiserlichen, die Kirche in Brand zu stecken, wurden sie zur Aufgabe gebracht. Saint-Frémonts Truppen wurden trotzdem von kaiserlichen Kavallerie-Regimentern verfolgt, so dass es ihnen nicht möglich war, schon in der zweiten Schanze bei Catarane neuen Widerstand zu organisieren. Erst bei Carpi gelang dies, zumal Prinz Eugen die Verfolgung hatte einstellen lassen, da auch seine Truppen durch den schnellen Vormarsch in Unordnung gekommen waren. Da er zudem annahm, dass sich die Franzosen in Carpi verstärkt haben könnten, wollte er den Angriff auf diesen Ort erst gut vorbereiten. Den Franzosen blieb dadurch Zeit, Verstärkungen heranzuziehen, Carpi zur Verteidigung einzurichten und das Magazin der Stadt vorsorglich zu evakuieren.

### Der französische Gegenangriff

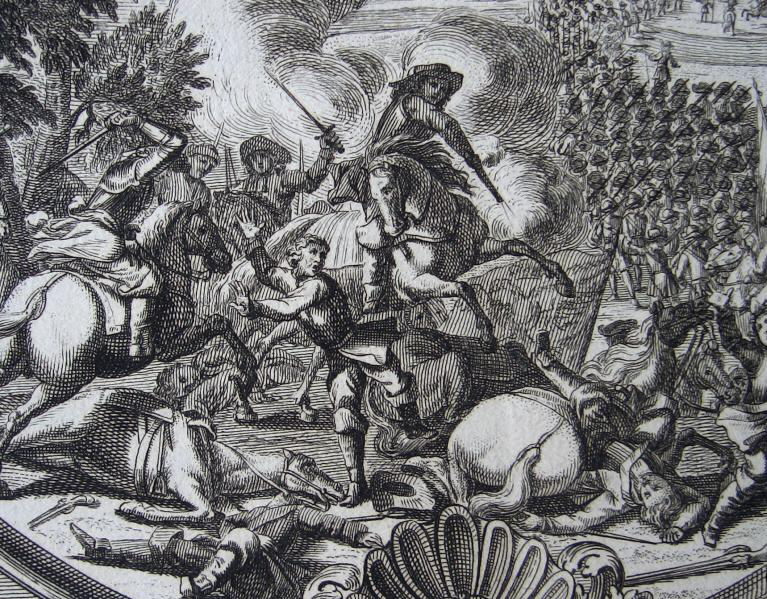
Kaiserliche und französische Kavallerie im Gefecht bei Carpi; Zeitgenössischer Stich

Saint-Frémont hatte bei Beginn des Gefechtes einen Boten mit der Bitte um Verstärkung zu Maréchal de Tessé geschickt. Dieser hatte den Gefechtslärm bis San Pietro di Legnago gehört und war mit den Bereitschaften seines Korps nach Carpi aufgebrochen. Unterwegs erfuhr er von dem Boten, dass Castagnaro gefallen war. Er sandte deshalb die Nachricht nach San Pietro di Legnago, so schnell wie möglich alle verfügbaren Truppen nach Carpi in Marsch zu setzen. Als er kurz darauf erfuhr, dass Saint-Frémont Castagnaro zurückerobert habe, bezweifelte er, dass es sich um einen ernsten kaiserlichen Vorstoß handele, und widerrief seinen Befehl zur Konzentration der Truppen. Als die Kaiserlichen sich formiert hatten und auf Carpi marschierten, traf Maréchall de Tessé ein. Um den Ort zu verteidigen, standen lediglich zwei Kürassier-Regimenter und drei Regimenter Dragoner sowie die Reste der schwachen Infanterie-Kompanien zur Verfügung. Da das Gelände sehr durchschnitten und für Kavallerie ungeeignet war, kämpften zwei Dragoner-Regimenter defensiv zu Fuß. Das Regiment d’Albert und das Kürassier-Regiment Ruffey griffen die kaiserliche Aufstellung an. Während die Ruffey-Kürassiere in der Front attackierten, führte de Tessé persönlich die d’Albert-Dragoner gegen den linken kaiserlichen Flügel. Dort warfen sie in drei hintereinander folgenden Angriffen das kaiserliche Kürassier-Regiment Neuburg zurück. Um diese Krise zu bewältigen, musste Prinz Eugen das Kürassier-Regiment Voudémont und einige Abteilungen Infanterie an seinen linken Flügel werfen.
Nachdem der französische Angriff jedoch abgeschlagen war, machte sich die zahlenmäßige Übermacht der Kaiserlichen bemerkbar, und sie begannen, die französischen Einheiten zu umfassen. Noch einmal griff eine Abteilung französischer Dragoner die Kaiserlichen an, um sich genügend Raum für einen Rückzug zu verschaffen. Unter dem hinhaltenden Widerstand der abgesessenen Dragoner zogen sich die Franzosen nach Westen zurück. Auf halbem Weg nach San Pietro di Legnago traf Marschall de Tessé bei Villa Bartolomea auf sechs Bataillone und die gesamte Kavallerie, die ihm aus dem Lager gefolgt waren. Obwohl er dadurch eine bedeutende Verstärkung erhalten hatte, entschied sich de Tessé dazu, den Kampf um Carpi nicht zu erneuern, und marschierte zurück in das Lager bei Legnago. Die Kaiserlichen blieben nördlich von Carpi stehen, da sie nach dem Nachtmarsch und der Schlacht zu einer Verfolgung nicht mehr imstande waren.

## Ergebnis

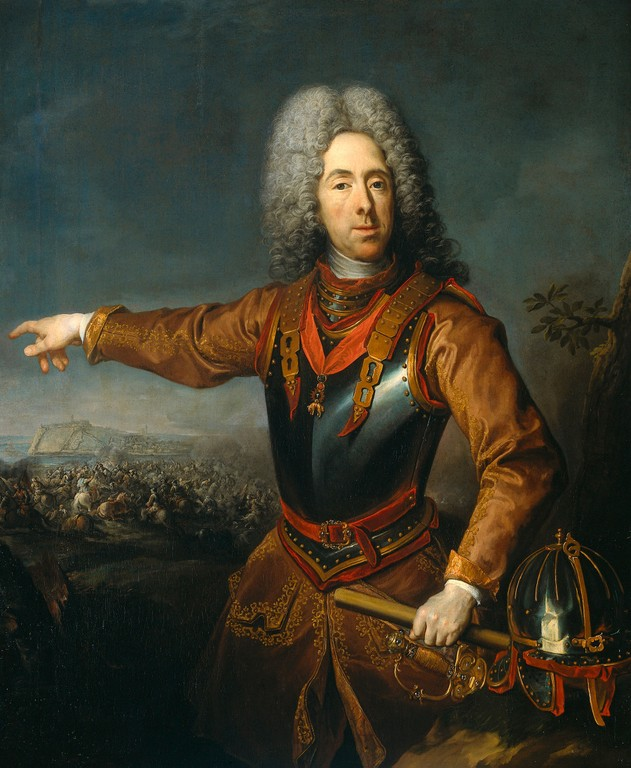
Prinz Eugen von Savoyen (1663–1736)

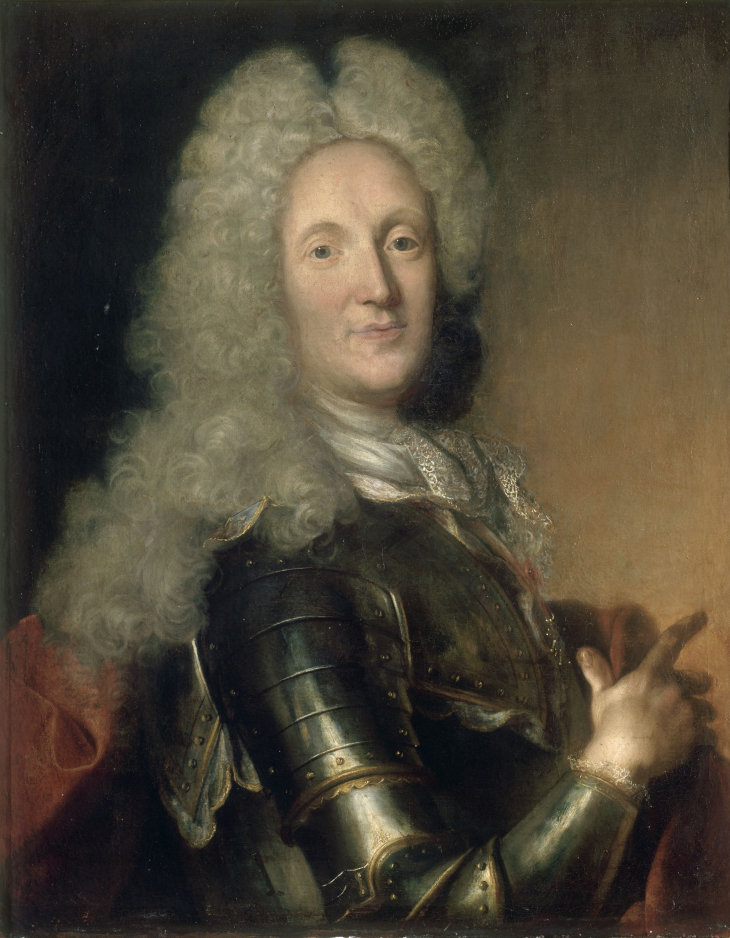
Marschall Nicolas de Catinat (1637–1712)

Die verlustreichste Episode dieser Schlacht war der Angriff der französischen Kavallerie auf das Regiment Neuburg. Der Oberstleutnant des Regimentes Neuburg war gefallen. Prinz Eugen erlitt eine leichte Schusswunde am Knie. Zwei Pferde wurden unter ihm erschossen und sein Adjutant verwundet. Auf französischer Seite fielen unter anderen Oberst d’Albert und der Oberstleutnant des Regiments Ruffey. Die Kaiserlichen erbeuteten im Ort einen Teil der französischen Bagage und 200 Pferde, doch ansonsten hatte Saint-Frémont das Depot des Ortes vollständig räumen lassen. Außerdem bedeutete die Tatsache, dass es einigen Reitern gelungen war, die Standarte des französischen Kürassier-Regimentes Mauroy zu erobern, einen moralischen Sieg.
Das Gefecht von Carpi forderte etwa 450 Opfer. Im Vergleich zu den großen Schlachten des Spanischen Erbfolgekrieges war dies eine geringe Zahl, gleichwohl hatte der Vorgang einige Bedeutung. Durch den Sieg bei Carpi hatte sich Eugen von Savoyen eine Basis jenseits der Etsch und der Kanäle gesichert, von der aus er gegen Mailand genauso agieren konnte wie gegen Modena. Dies war umso wichtiger, als die Kaiserlichen so auch ihre Nachschublinien vereinfachen und sichern konnten. Gleichzeitig wurde den Franzosen die Initiative abgerungen, was Kaiser und Reich erst die Gelegenheit zu einer offensiven Kriegsführung in Norditalien eröffnete. Marschall Catinat versuchte in den folgenden Tagen, seine Truppen zu sammeln, und bezog eine neue Stellung am Mincio. Er gestand am 11. Juli in einem Brief nach Versailles:
Wir sind nun gezwungen, Sire, die Schritte abzuwarten, welche die Feinde machen wollen.
Ludwig XIV. aber ließ Catinat empört mitteilen:
Ich hatte sie nach Italien entsandt, um einen jungen, unternehmenden Prinzen zu bekämpfen; er hat sich gegen alle Regeln der Kriegskunst benommen. Sie aber folgen ihm nun und lassen ihn machen, was er will.
Tatsächlich konnte Catinat Prinz Eugen den weiteren Vormarsch nicht verlegen. Er zog sich deshalb weiter in Richtung Mailand zurück und wurde schließlich seines Postens als Oberbefehlshaber enthoben.